# Rarities and B-Sides
Rarities and B-Sides to niemal kompletna kompilacja wszystkich wydanych oficjalnie wydanych B-side'ów, dem i niewydanych piosenek grupy The Smashing Pumpkins. Jest ona dostępna tylko za pośrednictwem muzycznych sklepów internetowych, między innymi iTunes.

## Lista utworów
1. "Rhinoceros" – 5:57
2. "Blue" – 3:22
3. "Slunk" – 2:49
4. "Bye June" – 2:09
  - Utwory 1-4 pochodzą z EPki Lull.
5. "Siva" – 4:53
6. "Girl Named Sandoz" – 3:38
7. "Smiley" – 3:31
  - Utwory 5-7 pochodzą z EPki Peel Sessions.
8. "I Am One"
9. "Plume"
10. "Starla" – 10:59
11. "Bullet Train To Osaka"
12. "Terrapin" (cover utworu Syda Barretta).
  - Utwory 8-12 pochodzą z singli "I Am One.
13. "Disarm"
14. "Soothe" (Demo)
15. "Blew Away"
16. "Siamese Dream"
17. "Landslide"
18. "Dancing In The Moonlight"
  - Utwory 13-18 pochodzą z singli "Disarm".
19. "Today" 3:22
20. "Hello Kitty Kat" – 4:32
21. "Obscured" – 5:20
  - Utwory 19-21 pochodzą z singla "Today".
22. "Cherub Rock"
23. "Pissant"
24. "French Movie Theme"
25. "Purr Snickety"
  - Utwory 22-25 pochodzą z singla "Cherub Rock".
26. "Not Worth Asking"
27. "Honeyspider"
  - Utwory 26-27 pochodzą z dodatkowego singla do wydawnictwa Pisces Iscariot.
28. "Infinite Sadness"
  - Utwór wcześniej dostępny tylko w wydaniu winylowym albumu Mellon Collie and the Infinite Sadness.
29. "1979" (Vocal Mix)
30. "1979" (Instrumental Mix)
  - Obie alternatywne wersje utworu "1979" pochodzą z zawierającego go singla. Znajdują się tam jeszcze dwa inne, niezawarte w tej komplilacji remiksy.
31. "Bullet with Butterfly Wings" – 4:16
32. "...Said Sadly" (James Iha) – 3:09
33. "You're All I've Got Tonight" (cover utworu The Cars) – 3:10
34. "Clones (We're All)" (cover utworu Alice Cooper) – 2:43
35. "A Night Like This" (cover utworu The Cure) – 3:36
36. "Destination Unknown" (cover utworu Missing Persons) – 4:14
37. "Dreaming" (cover utworu Blondie) – 5:11
  - Utwory 31-37 pochodzą z rozszerzonej wersji singla "Bullet With Butterfly Wings", zawartej w box secie The Aeroplane Flies High.
38. "1979" – 4:28
39. "Ugly" – 2:52
40. "The Boy" (Iha) – 3:04
41. "Cherry" – 4:02
42. "Set the Ray to Jerry" – 4:10
  - Utwory 38-43 pochodzą z singla "1979".
43. "Zero" – 2:39
44. "God" – 3:09
45. "Mouths of Babes" – 3:46
46. "Tribute to Johnny" (Iha/Corgan) – 2:34
47. "Marquis in Spades" – 3:17
48. "Pennies" – 2:28
49. "Pastichio Medley" – 23:00
  - Utwory 44-50 pochodzą z singla "Zero".
50. "Tonight, Tonight" – 4:15
51. "Meladori Magpie" – 2:41
52. "Rotten Apples" – 3:02
53. "Jupiter's Lament" – 2:30
54. "Medellia of the Gray Skies" – 3:11
55. "Blank" – 2:54
56. "Tonite Reprise" – 2:40
  - Utwory 51-57 pochodzą z singla "Tonight, Tonight".
57. "Thirty-Three" – 4:10
58. "The Last Song" – 3:55
59. "The Aeroplane Flies High (Turns Left, Looks Right)" – 8:31
60. "Transformer" – 3:25
61. "The Bells" (Iha) – 2:17
62. "My Blue Heaven" (George Whiting/Walter Donaldson) – 3:20
  - Utwory 58-62 pochodzą z singla "Thirty-Three".
  - Utwory 31-62 pochodzą z box setu The Aeroplane Flies High.
63. "Speed Kills"
64. "Hope" 3:37
65. "Blissed and Gone" 4:45
66. "Apathy's Last Kiss" 2:44
67. "Mayonaise (acoustic)" 4:32
68. "Eye" 4:53
  - Utwory 64-68 pochodzą z wydawnictwa "Still Becoming Apart". Utwór "Eye" wszedł wcześniej w skład ścieżki dźwiękowej do filmu "Zagubiona autostrada".
69. "Lucky 13"
70. "The Aeroplane Flies High" – 7:59
71. "Because You Are" – 3:46
72. "Slow Dawn" – 3:12
73. "Believe" – 3:12
74. "My Mistake" – 4:00
75. "Here's to the Atom Bomb" – 4:26
76. "Sparrow" – 2:56
77. "Waiting" – 3:48
78. "Saturnine" – 3:49
79. "Rock On" – 6:06
80. "Winterlong" – 4:59
81. "Soot and Stars" – 6:39
  - Utwory 71-82 pochodzą ze składanki Judas 0.
82. "Ava Adore"
83. "Czarina"
84. "Once In A While"
  - Utwory 83-85 pochodzą z singla "Ava Adore".
85. "Perfect"
86. "Summer"
87. "Perfect" (Nellee Hooper Mix)
88. "Perfect" (Nellee Hooper Instrumental)
89. "Perfect" (Perfecto Mix) – 7:00
90. "Perfect" (Perfecto Dub) – 7:04
91. "Perfect" (Elektro Breakbeat Mix)
92. "Daphne Descends" (Kerry B. Mix)
  - Utwory 86-93 pochodzą z singla "Perfect".
93. "Christmastime"
94. "Drown"
95. "Glynis" 4:53
96. "Sad Peter Pan"
97. "The End Is the Beginning Is the End"
98. "The Beginning Is the End Is the Beginning"
99. "The Ethers Tragic"
100. "The Guns of Love Disastrous"
  - Utwory 97-100 pochodzą z singla "The End is the Beginning is The End". Znajduje się tam jeszcze pięć innych, niezawartych w tej kompilacji remiksów.
101. "Sinfony" 0:55
102. "Quiet [Live]" – 3:44
103. "Disarm (Electric) [Live]" – 2:54
104. "Cherub Rock (Acoustic) [Live]" – 4:24
105. "Today [Live]" – 3:38
106. "Bugg Superstar" – 1:29
107. "I Am One [Live]" – 7:55
108. "Pulseczar" – 2:27
109. "Soma [Live]" – 6:32
110. "Slunk [Live]" – 2:37
111. "Geek U.S.A. [Live]" – 4:49
112. "Mayonaise (Acoustic) [Live]" – 4:23
113. "Why Am I So Tired?" – 15:13
  - Utwory 101-113 pochodzą z albumu Earphoria.
114. "Never Let Me Down" (cover utworu Depeche Mode "Never Let Me Down Again") – 4:00
  - Utwór 114 pochodzi z singla "Rocket".